# Apateu (gmina)
Apateu – gmina w Rumunii, w okręgu Arad. Obejmuje miejscowości Apateu, Berechiu i Moțiori. W 2011 roku liczyła 3176 mieszkańców.